# Вамара
Вамара (XV ст.) — омукама (володар) держави Китари.

## Життєпис
Походив з династії Бачвезі. Син омуками Ндахури. Правив після батька, втім точних років та періоду панування не встановлено, оскільки вони переплетені з міфами та легендами місцевих народів. Ймовірно завершив утворення «імперії», що почала складатися за попередника.
З легенд стає зрозумілим, що хитке державне утворення Вамара намагався перетворити на більш централізовану державу. Відбувається обмеження прав місцевих намісників та родової знаті. Столиця переноситься до Біго був Муг'єнньї, що розташовувалася в південних районах держави, що може свідчити про зміцнення влади на півночі сучасних Малаві та Замбії. Завершується період завоювань, археологи по всій території виявили численні земляні укріплення в Мубепді, Кібенго, Кагого, Касонко, Нтусі, що датуються 2-ю половиною XIV ст. Ймовірно виникла потреба в захисті від набігів сусідніх племен.
З'явилися символи верховного правителя: барабан, стріли і дротики, табурет і корона. Виникає також культ священного вождя, чим Вакара намагався зміцнити владу династії та державу як таку зсередини. Окрім намісників з власного роду впроваджується ієрархія чиновників, що поєднували військові та цивільні посади.
За легендою Вамара раптово зник. Втім дослідники припускають, що після його смерті в першій половині XV ст. Китара розпалася на декілька держав внаслідок внутрішньої боротьби за владу, повстанням підкорених племен, ослабленням панівного класу скотарів внаслідок епідемій серед тварин та людей. Ймовірно остаточний занепад відбувся до кінця XV ст.
Свої роди від династії Бачвезі вели правителі держав Уньйоро і Анколе, які напевне стали найбільшими з державних утворень після занепаду «імперії» Китара.